# Andromeda (plantă)
Andromeda L. , (Ruginare), fam. Ericaceae.
Gen de plante orginar din regiunile emisferei nordice. Cuprinde circa 2 specii de arbuști ornamentali procumbenți.

## Descriere
- Frunzele persistente, sunt scurt-pețiolate, liniar-lanceolate, nedentate, plane, pe margini revolute.

- Florile sunt albe sau roșietice, pendente, în raceme umbeliforme sau panicule lungi terminale. Caliciul cu 5 lobi, corolă urceolată cu 5 diviziuni (îndoite spre exterior), 10 stamine, antere scurte.

- Fructele sunt capsule.

## Înmulțire
Se înmulțește prin semințe, butași, marcote.

## Specii
Cuprinde cca. 3 specii:
- Andromeda glaucophylla Link.
- Andromeda polifolia L.
- Andromeda floribunda Pursh.